# 圣多美和普林西比历史

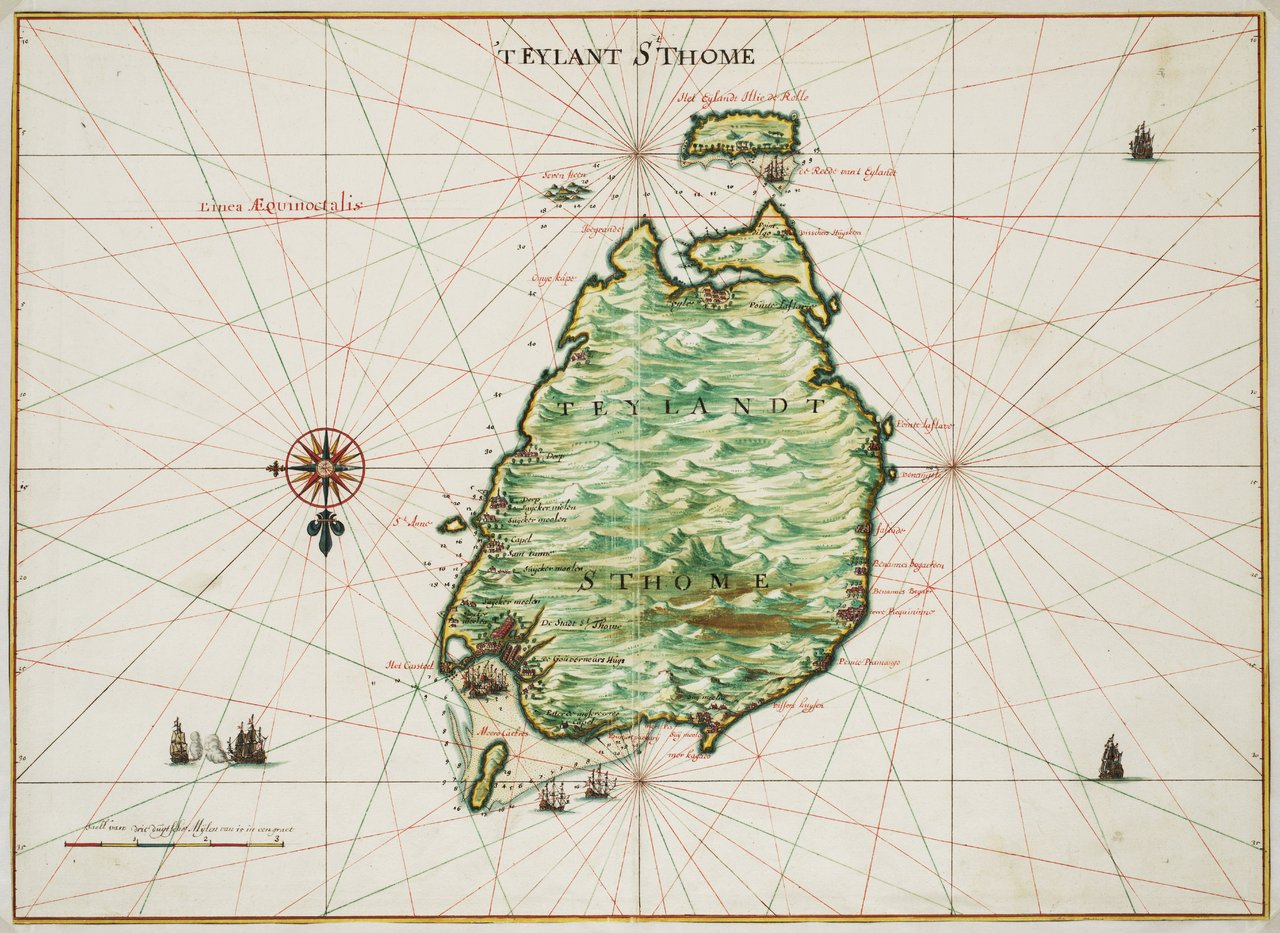
1665年圣多美地图

圣多美和普林西比是位于西非的岛屿国家。

## 葡萄牙殖民统治
在1469年到1472年之間被葡萄牙人發現之前，圣多美和普林西比没有人类居住。葡萄牙人探索了这个岛并且觉得此处是可以作为与大陆进行贸易的基地。阿瓦盧·卡米尼亞（Álvaro Caminha）在1493年於聖多美島成功建立殖民地，他也得到這塊土地為賞賜。普林西比島的殖民於1500年也在類似的安排之下開始。葡萄牙殖民者利用奴隸的勞力在16世紀中葉將聖多美普林西比變成了非洲最重要的砂糖出口地。聖多美島從1522年開始直接受葡萄牙王國統治，普林西比島則是從1573年開始直接受葡萄牙王國統治。
砂糖產業在隨後的一百年間沒落。到十七世紀中葉，聖多美只是一個補給船隻用的停靠港而已。十九世紀早期，引進了兩種經濟作物：咖啡與可可。當地肥沃的火山土壤特別適合這些新的經濟作物，於是出現了許多莊園（葡萄牙語：roça）。由葡萄牙公司或是不在當地的地主所擁有的莊園幾乎佔據了當地所有好的農田。到了1908年，聖多美成了世界最大的可可產地，可可到現在還是該國最重要的作物。

## 独立
1951年，葡萄牙将圣多美和普林西比改为海外省，设总督直接控制。即不承认圣普是殖民地，而是葡萄牙在海外的直接领土。
1960年，一小群当地人建立了圣多美和普林西比解放委员会，以共产主义者与社会主义者为主体展开对葡萄牙殖民者的独立战争。1961年在加蓬附近建立了基地。1972年圣多美和普林西比解放委员会改名为圣多美和普林西比解放运动。
1974年11月，葡萄牙殖民当局同圣多美和普林西比解放运动就独立问题达成协议。1975年7月12日圣多美和普林西比宣布独立，成立民主共和国。“圣普解放运动”领导人M.P.da科斯塔就任总统。1980年1月25日通过第2部宪法。1985年9月科斯塔连任总统。
1990年，圣多美和普林西比成为非洲第一个接受民主化改革的主权国家。